# Mortier L16 de 81mm
Le mortier L16 de 81 mm est un mortier standard utilisé par les forces armées britanniques. Il a été conçu conjointement par le Royaume-Uni et le Canada. La version produite et utilisée par l'Australie s'appelle le mortier F2 de 81 mm, tandis que la version utilisée par les forces armées américaines est connue sous le nom de M252 (en).
Il a été mis en service à partir de 1965, remplaçant le mortier Ordnance ML de 3 pouces alors utilisé par l'armée britannique, les Royal Marines et le RAF Regiment.
Dans les bataillons d'infanterie mécanisée britanniques, le mortier L16 est monté sur un FV432 (en). Les bataillons d'infanterie légère de l'armée britannique et les Royal Marines peuvent transporter leurs mortiers sur le véhicules BvS 10 (remplaçant du Bv 206). Il peut être transporté en trois morceaux (canon, plaque de base et bipied avec viseurs, chacun d'environ 11 kg) par un véhicule ou un hélicoptère et assemblé pour tirer depuis le sol.

## Utilisateurs

### Utilisateurs actuels
- Arabie saoudite[2]
- Australie: connu sous le nom de mortier F2 de 81mm[3]
- Autriche[4]
- Belize[4]
- Brésil[4]
- Canada[4]
- Émirats arabes unis[4]
- Estonie
- États-Unis: M252 (en)[4]
- Guyana[4]
- Inde[4]
- Japon[4]
- Kenya[4]
- Malaisie[4]
- Malawi[4]
- Malte: Forces armées de Malte
- Népal
- Nigeria[4]
- Norvège[4]
- Nouvelle-Zélande[4]
- Oman[4]
- Pays-Bas: L16A2[5]
- Portugal[4]
- Qatar[4]
- Royaume-Uni
- Syrie
- Thaïlande[4]
- Yémen[4]

### Anciens utilisateurs
- Rhodésie – Rhodesian Army

## Galerie

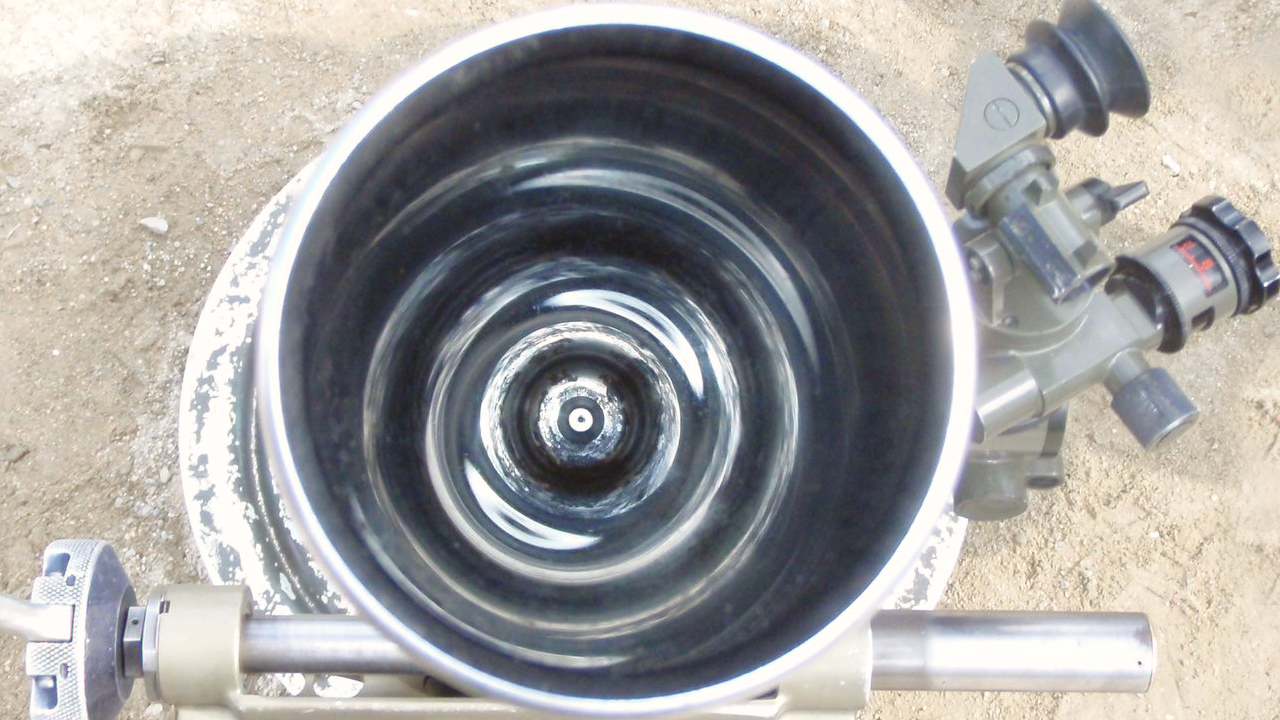
Vue du canon lisse du mortier L16.
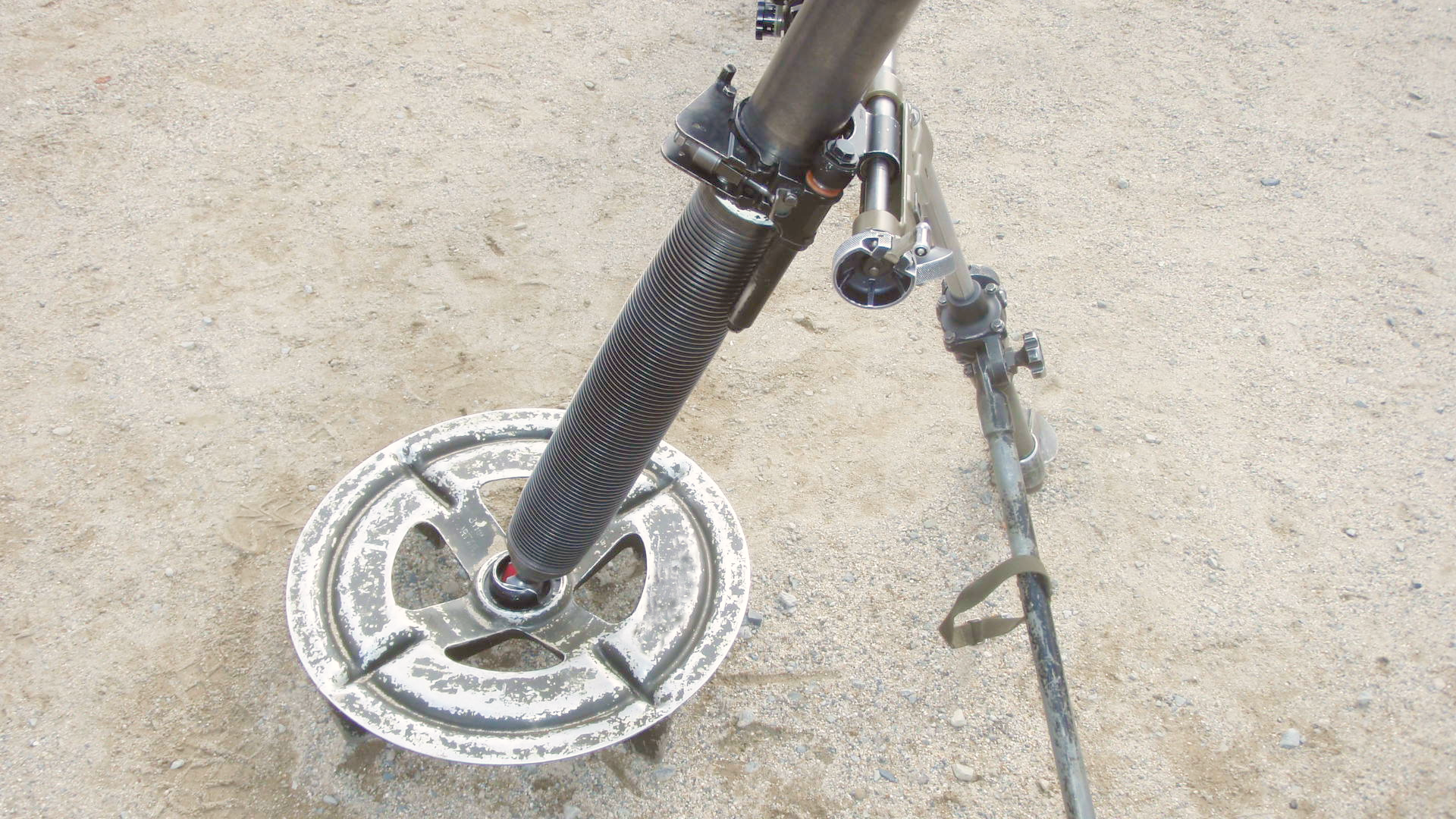
Plaque de base du L16.
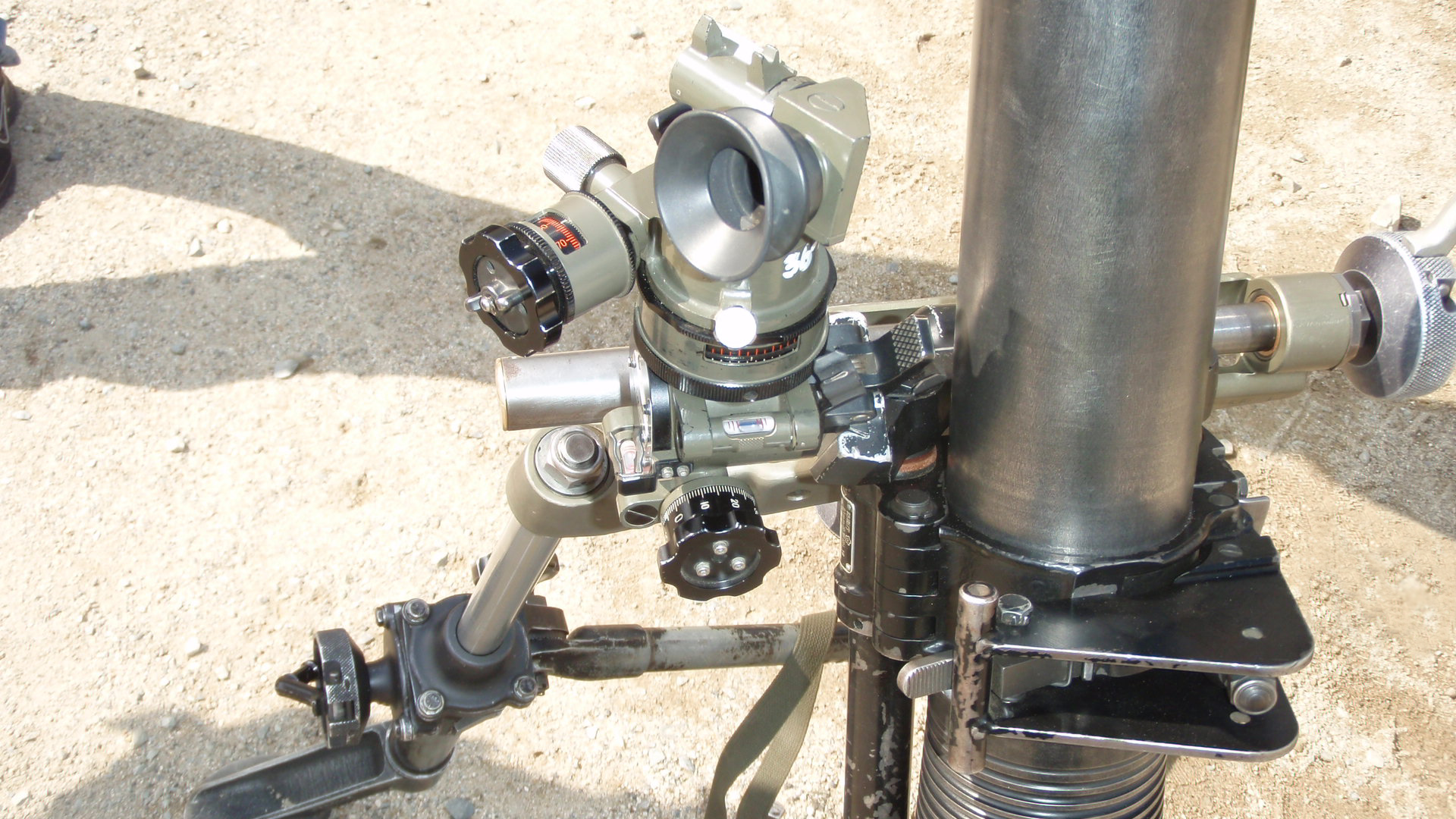
Viseur C2 du L16.
- Vidéo du mortier L16 de 81 mm utilisé par des soldats de la JGSDF pendant l'exercice Orient Shield (en) 2012